# Rastatti béke
A rastatti békeszerződés a spanyol örökösödési háborút lezáró békeszerződések egyike. a Francia Királyság és a Habsburg Birodalom (azaz Ausztria uralkodó főhercegének) képviselői kötötték meg 1714. március 6-án. Ez a szerződés alapvetően az 1713-ban megkötött – de Ausztria által ekkor még elutasított – utrechti békeszerződésre épül, annak rendelkezéseit megerősíti, ill. kiterjeszti a francia–Habsburg viszonyra.

## Előzmények
Az 1701–1714 között zajló spanyol örökösödési háborút részben lezáró utrechti békeszerződéseket 1713. április 11-én és július 23-án kötöttek meg egyfelől Franciaország és Spanyolország, másfelől Nagy-Britannia, a Holland Egyesült Tartományok, a Savoyai Hercegség és Portugália képviselői írták alá. Az utrechti békeszerződésben Fülöpöt, Anjou hercegét, XIV. Lajos francia király unokáját elismerték Spanyolország királyának, de megtiltották a két Bourbon-királyság egyesítését.
VI. Károly német-római császár, Ausztria főhercege, aki a Habsburg-ház jelöltje volt a spanyol trónra, ekkor még nem fogadta el az utrechti rendezést, és a Habsburgokhoz hű spanyol területekre (elsősorban a szakadár Katalóniára) támaszkodva folytatta harcát Bourbon-házi riválisa, V. Fülöp ellen. Károly azonban elveszítette szövetségeseinek támogatását. A háború kezdetén Károly bátyja, I. József volt a császár, Károly főherceget a spanyol királyi trónra szánták. 1711-ben azonban I. József meghalt, Károly lett az osztrák koronatartományok főhercege, a Habsburg Birodalom ura és a Német-római Birodalom császára. Ha Károly megszerzi a spanyol koronát is, az egyesített spanyol–német birodalom Nagy-Britannia és Hollandia számára nagyobb veszélyt jelentett, mint a két külön Bourbon királyság. Ezért, mihelyt elérték, hogy V. Fülöp spanyol király (trónja nemzetközi elismerésének fejében) lemondott francia trónigényéről (1712), a szövetségesek Károly császárt is a megegyezés elfogadására igyekeztek rászorítani.
1713 végére Károly belátta, hogy nem szerezheti meg a spanyol koronát. 1713. november 26-án Rastattban megkezdődtek a béketárgyalások Franciaország és a Habsburg Birodalom között. A tárgyalások színhelye az elhunyt Lajos Vilmos badeni őrgróf rastatti kastélya volt, amelyet az őrgróf – a pfalzi örökösödési háborúban a franciák által elpusztított régi kastély helyén – építtetett fel. A versailles-i kastéllyal vetekedő palota 1707-ben készült el, közben magát Lajos Vilmos őrgrófot az 1704-es höchstädti csatából súlyosan megsérülve, rokkantként hozták haza, és 1707-ben új kastélyában meghalt. A kastélyt az özvegy őrgrófné, Franciska Szibilla Auguszta szász-lauenburgi hercegnő (1675–1733), aki kiskorú fia helyett régensként kormányozta a Badeni Őrgrófságot, bocsátotta a tárgyalófelek rendelkezésére. (Ő maga ezalatt távolabb a frontvonaltól, ettlingeni kastélyában tartózkodott).
Francia részről a tárgyaló delegációt Villars marsall vezette, a Habsburg-ház (tehát VI. Károly császár, mint Ausztria uralkodó főhercege) nevében Savoyai Jenő herceg, császári tábornagy tárgyalt. 1714. március 6-án (egyes források szerint március 7-én) elfogadták és aláírták a békemegállapodást.
VI. Károly császár a Habsburg Birodalom és a Német-Római Császárság nevében csatlakozott az utrechti egyezményhez, és elismerte annak összes rendelkezését, a Német-római Birodalom gyűlésének formális jóváhagyását be sem várva.

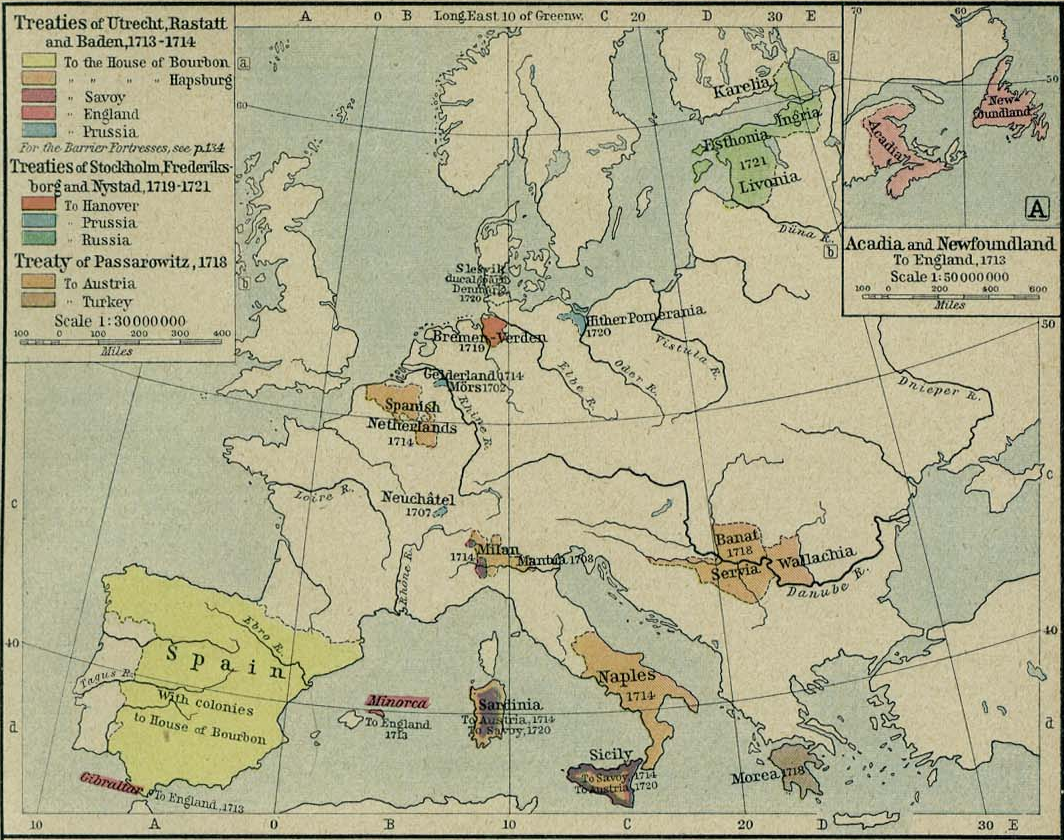
Területek átcsatolása az utrechti és rastatti szerződések értelmében
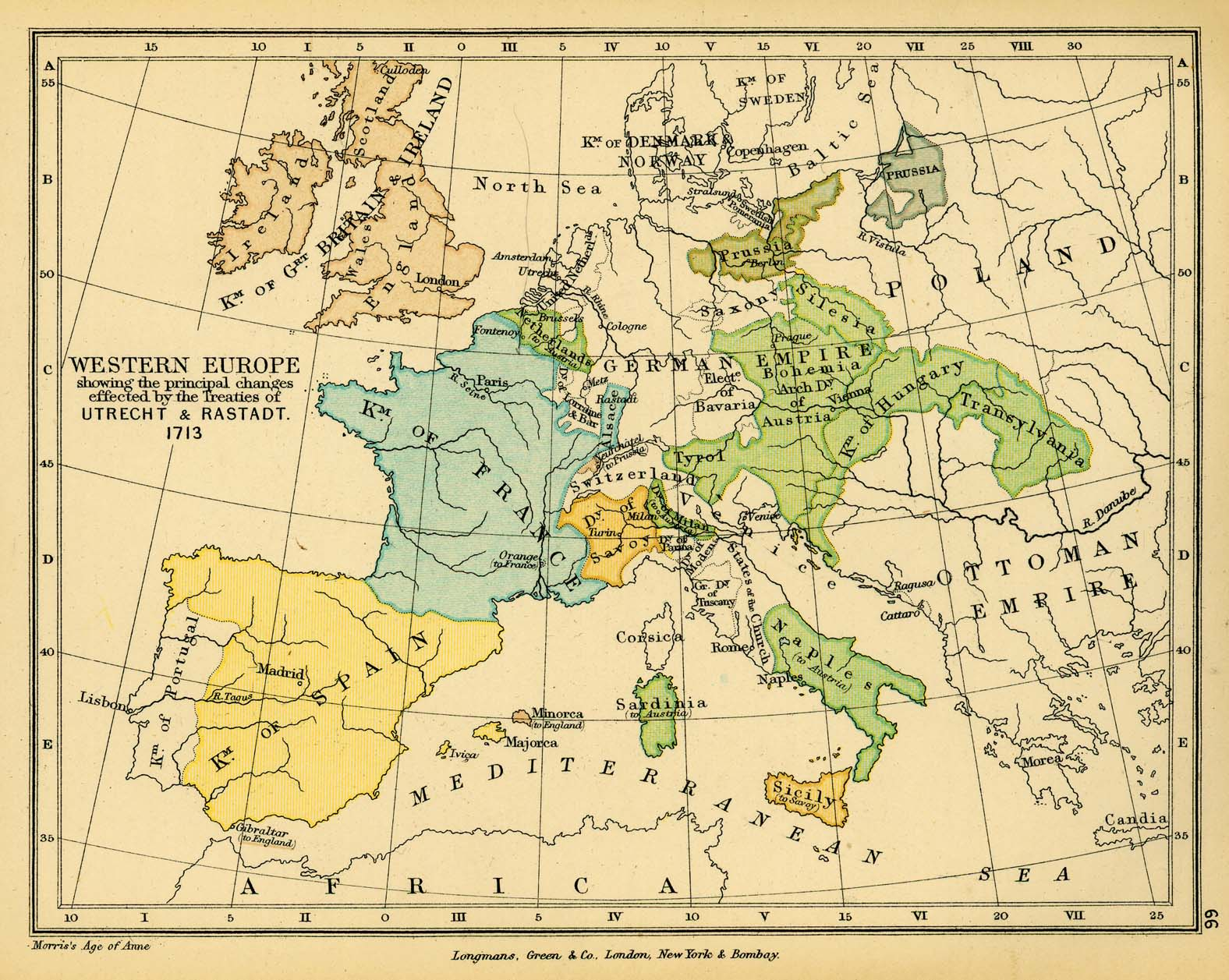
Európa térképe az utrechti és rastatti szerződések után
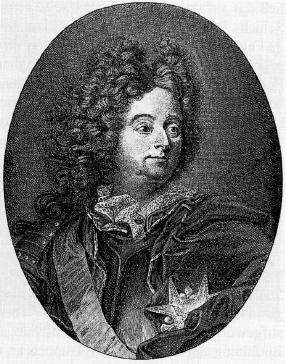
Claude Louis Hector de Villars marsall
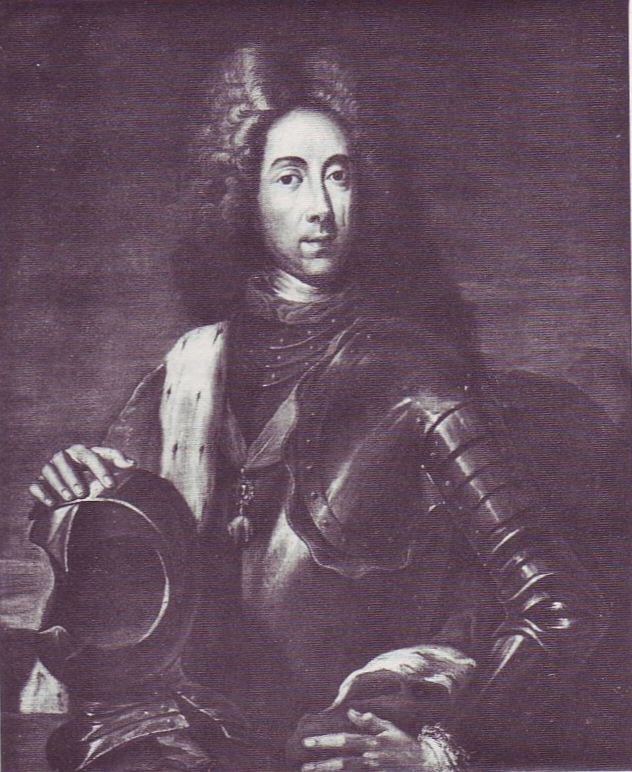
Savoyai Jenő herceg, tábornagy
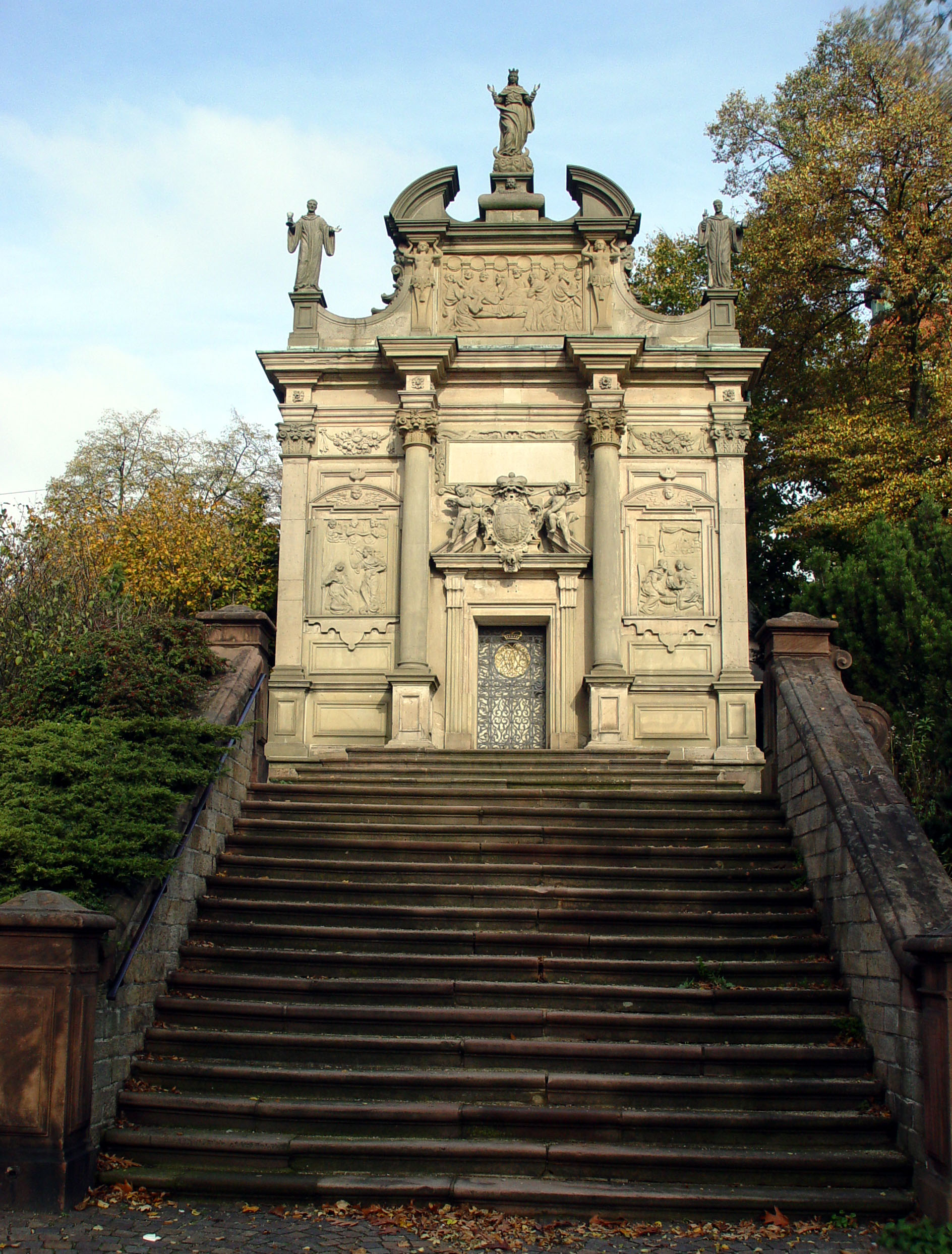
A rastatti Einsiedeln emlékkápolna

## A szerződés tartalma
A békeszerződés értelmében Ausztria megszerezte Franciaországtól a Rajna jobb partján elfoglalt Habsburg birodalmi városokat (Breisach am Rhein-t (Brisach), Freiburg im Breisgau-t és Kehlt), továbbá megkapta a volt Spanyol-Németalföldet (azaz nagyjából a jövendő Belgium területét, amelyet az átruházás után Osztrák-Németalföldnek neveztek).
Megszerezte továbbá Spanyolország itáliai birtokait: Szardíniát, Lombardiát a Milánói Hercegséggel, a Mantovai Hercegséget és a Nápolyi Királyságot, Livornót. Ausztria ezzel biztosította a háború során megszerzett és nehezen megvédelmezett itáliai tartományokat, amelyeknek fejedelmi trónjait a Habsburg-ház tagjainak adta. (A Szicíliai Királyságot az utrechti szerződés nem Ausztriának, hanem II. Viktor Amadé savoyai hercegnek ítélte, aki ezután Szicília királyi címét viselte).
Franciaországnak ki kellett ürítenie minden, a Rajna jobb partján elfoglalt birodalmi területet, megtarthatta azonban a pfalzi Landau in der Pfalz városát, a stratégiai fontosságú landaui erőddel.
VI. Károly császár kötelezte magát, hogy visszahelyezi birtokaiba Bajorország elűzött uralkodóját, II. Miksa Emánuel bajor választófejedelmet és öccsét, József Kelemen kölni hercegérseket, akik Franciaország szövetségében harcoltak a Ausztria ellen a spanyol örökösödési háborúban, de az 1704-es höchstädti csatavesztés után menekülniük kellett, országukat a Habsburg Birodalom csapatai szállták meg. Miksa Emánuel Párizsban élt, XIV. Lajos védelmében, gyermekeit – még I. József császár rendeletére – Bécsben és Grazban osztrák jezsuiták bízták, átnevelés céljából. A rastatti szerződés értelmében a bajor választófejedelmi család 1715-ben visszatérhetett székvárosába.
A Rákóczi-szabadságharc vezetőiről sem az utrechti, sem a rastatti szerződés nem tesz említést, a velük való elbánást a Habsburg Birodalom kizárólagos belügyének tekintették.
A szerződést – az eddig szokásos latin helyett – francia nyelven fogalmazták. A szöveg tartalmaz ugyan egy záradékot, hogy ez az eset nem képez precedenst a jövőbeli nemzetközi szerződésekhez, a francia nyelv mégis az európai diplomácia nyelvévé fejlődött.

Az 1707-ben felépült rastatti kastély díszudvara (Ehrenhof).

## Következmények

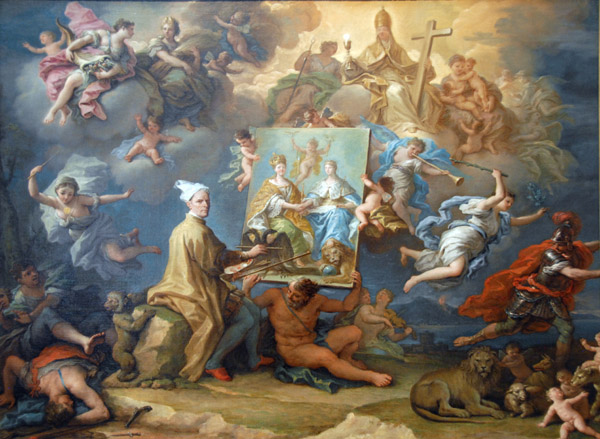
Az 1714-es béke allegóriája

A rastatti békeszerződés, az utrechti békeszerződéshez szorosan kapcsolódva ténylegesen lezárta a spanyol örökösödési háborút. Néhány függőben maradt kérdést, amelyek a Német-római Birodalmat, mint jogilag önálló hadviselő felet érintették, később még egy formailag külön szerződésben rendeztek: a badeni békeszerződést Franciaország és a Német-római Császárság képviselői kötötték meg 1714 szeptemberében.
Figyelemre méltó mozzanat volt Dél-Németalföld leválasztása a spanyol örökség egészéről. Ez a tengeri hatalmak (Nagy-Britannia és Hollandia) érdekében állt: a tartomány gazdasági jelentősége ekkor már nem volt számottevő, viszont a Habsburgoknak juttatott terület ütközőállamként ékelődött Hollandia, és az esetleg ismét agresszívvá váló Franciaország közé. Az osztrák törzsbirtokoktól távol eső tartomány védelmét Ausztria képtelen volt egyedül ellátni, ezért külön szerződésekben megengedte a Holland Egyesült Tartományoknak, hogy a határvidéken erődítményeket építsenek, és ott holland katonaságot állomásoztassanak.
A békekötés emlékezetére az özvegy Franciska Szibilla Auguszta őrgrófné udvari építészével, Johann Michael Ludwig Rohrerrel 1715-ben Rastattban felépíttette az Einsiedeln-kápolnát (Einsiedelner Kapelle), a svájci Einsiedelnben álló zarándokhely pontos másolatát.

## Külső hivatkozások
- A szerződés szövege – lásd. „Europäische Friedensverträge der Vormoderne - online” – Európai Történeti Intézet (Institut für Europäische Geschichte), Mainz
- Friedensschlüsse von Rastatt und Baden im Aargau, 1714 März 6/September 7. Französische Ratifikation des Friedens von Rastatt, 1714 März 23. Archiválva 2016. március 3-i dátummal a Wayback Machine-ben (németül)